# Mary Lynn Rajskub
Mary Lynn Rajskub (Trenton, Michigan, 22. lipnja 1971.), američka glumica i komičarka. Najpoznatija je po ulozi Chloe O'Brian u TV seriji "24".